# شورای راهبردی روابط خارجی جمهوری اسلامی ایران
شورای راهبردی روابط خارجی، شورایی است که در سال ۱۳۸۵ به دستور سید علی خامنه‌ای تشکیل شد و مسئولیت شورا «تهیهٔ راهبردها و سیاست‌ها و راهکارهایی است که جمهوری اسلامی را در سیاست خارجی به نتایج مطلوب برساند» و «ایجاد هماهنگی بیشتر در کلیهٔ فعالیت‌ها در عرصهٔ روابط خارجی» است.
اعضا و رئیس شورا را رهبری تعیین می‌کند.

## عضوها

### دورهٔ نخست
این دوره از ۱۳۸۵ تا خرداد ۱۳۹۳ فعال بود.
- رئیس: کمال خرازی (وزیر امور خارجه دولت‌های هفتم و هشتم)
- علی‌اکبر ولایتی (وزیر سابق امور خارجه)
- علی شمخانی (وزیر دفاع دولت‌های هفتم و هشتم)
- محمد شریعتمداری (وزیر بازرگانی دولت‌های هفتم و هشتم)
- محمدحسین طارمی (سفیر پیشین ایران در چین و عربستان)

### دورهٔ دوم
دومین دوره از ۲۵ خرداد ۱۳۹۳ مشخص شدند.
- رئیس: کمال خرازی
- سعید جلیلی (دبیر سابق شورای عالی امنیت ملی و معاون سابق وزارت خارجه)
- ابراهیم شیبانی (رئیس کل بانک مرکزی در دولت هشتم و دولت نهم)
- محمدحسین طارمی
- مهدی اهری مصطفوی (رئیس پیشین سازمان فرهنگ و ارتباطات اسلامی)
- احمد وحیدی (وزیر دفاع دولت دهم و وزیر کشور دولت سیزدهم)[۲] تا ۱۲ دی ۱۴۰۰

- در ۱۲ دی ۱۴۰۰، حسین دهقان (وزیر دفاع دولت یازدهم) عضو شورا و جایگزین وحیدی شد.[۳]

- در ۵ آبان ۱۴۰۱، سورنا ستاری (معاون علمی و فناوری رئیس‌جمهور) مسئولیت کمیسیون جدیدالتأسیس علم و فناوری شورا را بر عهده گرفت.[۴]
- در ۱۱ دی ۱۴۰۲، سید یحیی رحیم‌صفوی (مشاور و دستیار عالی فرمانده‌ کل قوا) عضو شورا و جایگزین دهقان شد.[۵]
- در ۱۰ شهریور ۱۴۰۳، علی باقری کنی (سرپرست پیشین وزارت امور خارجه) دبیر و عضو شورای راهبردی روابط خارجی و جایگزین سید عباس عراقچی شد.[۶]

## ساختار شورا
تدوین راهبردها در کمیسیون‌های چهارگانه شورا صورت می‌گیرد. ساختار کمیسیون‌ها به شرح زیر است:
1. کمیسیون سیاسی به ریاست سعید جلیلی
2. کمیسیون اقتصادی به ریاست ابراهیم شیبانی
3. کمیسیون دفاعی-امنیتی به ریاست سرلشکر سید یحیی رحیم‌صفوی
4. کمیسیون علمی-فرهنگی به ریاست مهدی اهری مصطفوی

دبیرخانه شورا عهده‌دار تکمیل چرخه کارشناسی و تهیه پیش‌نویس مصوبات شورا و نیز پشتیبانی علمی، پژوهشی و خدماتی مناسب از شورا و کمیسیون‌های آن می‌باشد. ریاست دبیرخانه شورا بر عهده علی باقری کنی است.